# Zabór
Zabór (in tedesco Saabor) è un comune rurale polacco del distretto di Zielona Góra, nel voivodato di Lubusz.
Ricopre una superficie di 93,34 km² e nel 2004 contava 3 418 abitanti.